# Synthymia monogramma
Synthymia monogramma là một loài bướm đêm trong họ Noctuidae.